# Coirac
Coirac [kwaʁak] (okzitanisch gleichlautend) ist eine französische Gemeinde mit 217 Einwohnern (Stand: 1. Januar 2022) im Département Gironde in der Region Nouvelle-Aquitaine (vor 2016 Aquitaine). Sie gehört zum Arrondissement Langon und zum Kanton L’Entre-deux-Mers. Die Einwohner werden Coiracais genannt.

## Geographie
Die Gemeinde Coirac liegt im Weinbaugebiet Entre deux mers, etwa 38 Kilometer südöstlich von Bordeaux und 22 Kilometer nordöstlich von Langon an der oberen Engranne. Umgeben wird Coirac von den Nachbargemeinden Martres im Norden, Daubèze im Nordosten, Saint-Brice im Osten, Castelviel im Südosten und Süden, Gornac im Süden und Südwesten sowie Porte-de-Benauge im Westen und Nordwesten.

## Bevölkerungsentwicklung
| Jahr                       | 1962 | 1968 | 1975 | 1982 | 1990 | 1999 | 2009 | 2020 |
| Einwohner                  | 186  | 175  | 165  | 157  | 164  | 179  | 210  | 212  |
| Quellen: Cassini und INSEE |      |      |      |      |      |      |      |      |

## Sehenswürdigkeiten
- Kirche Saint-Martin (Monument historique)
- Herrenhaus

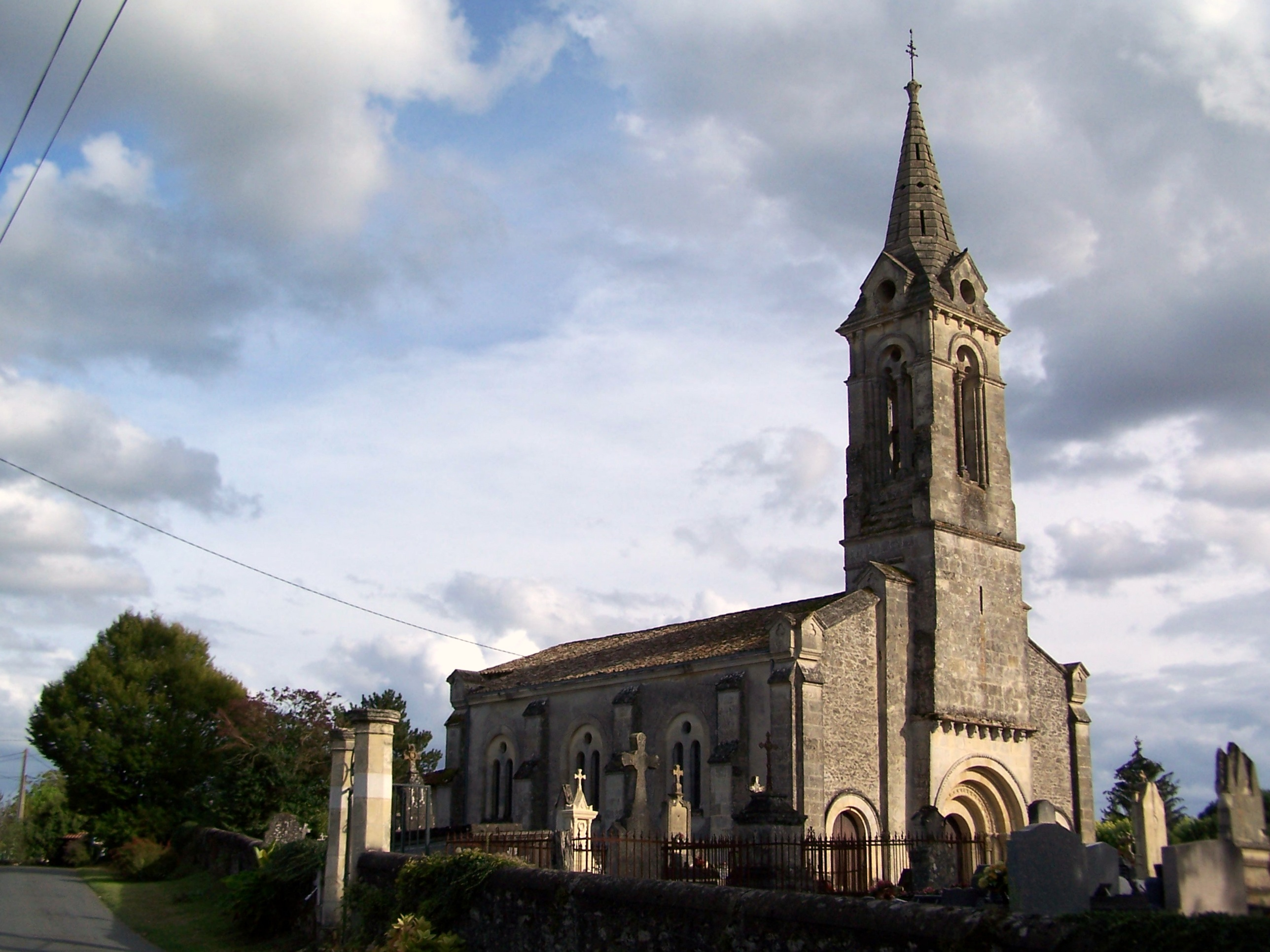
Kirche Saint-Martin
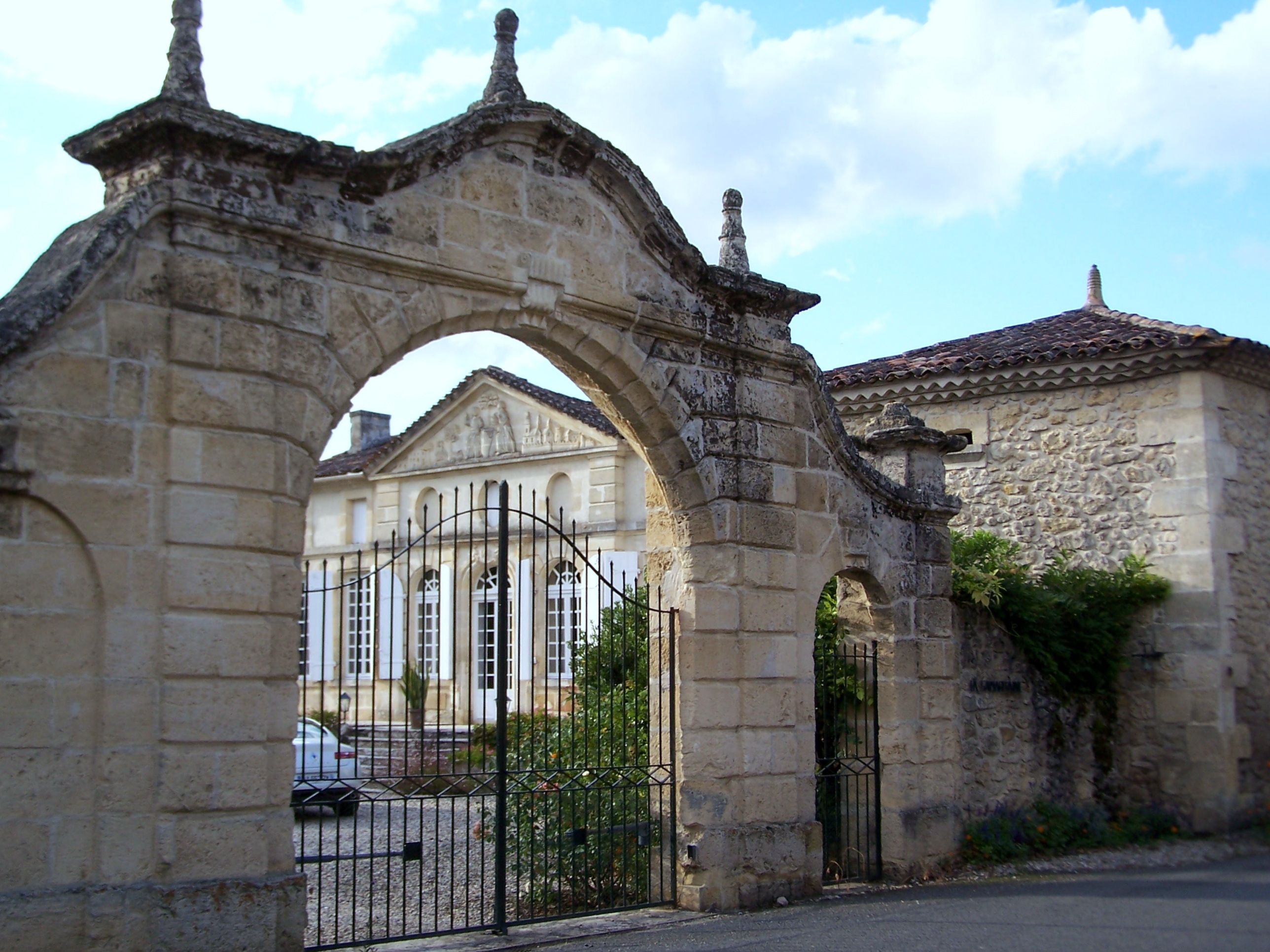
Herrenhaus
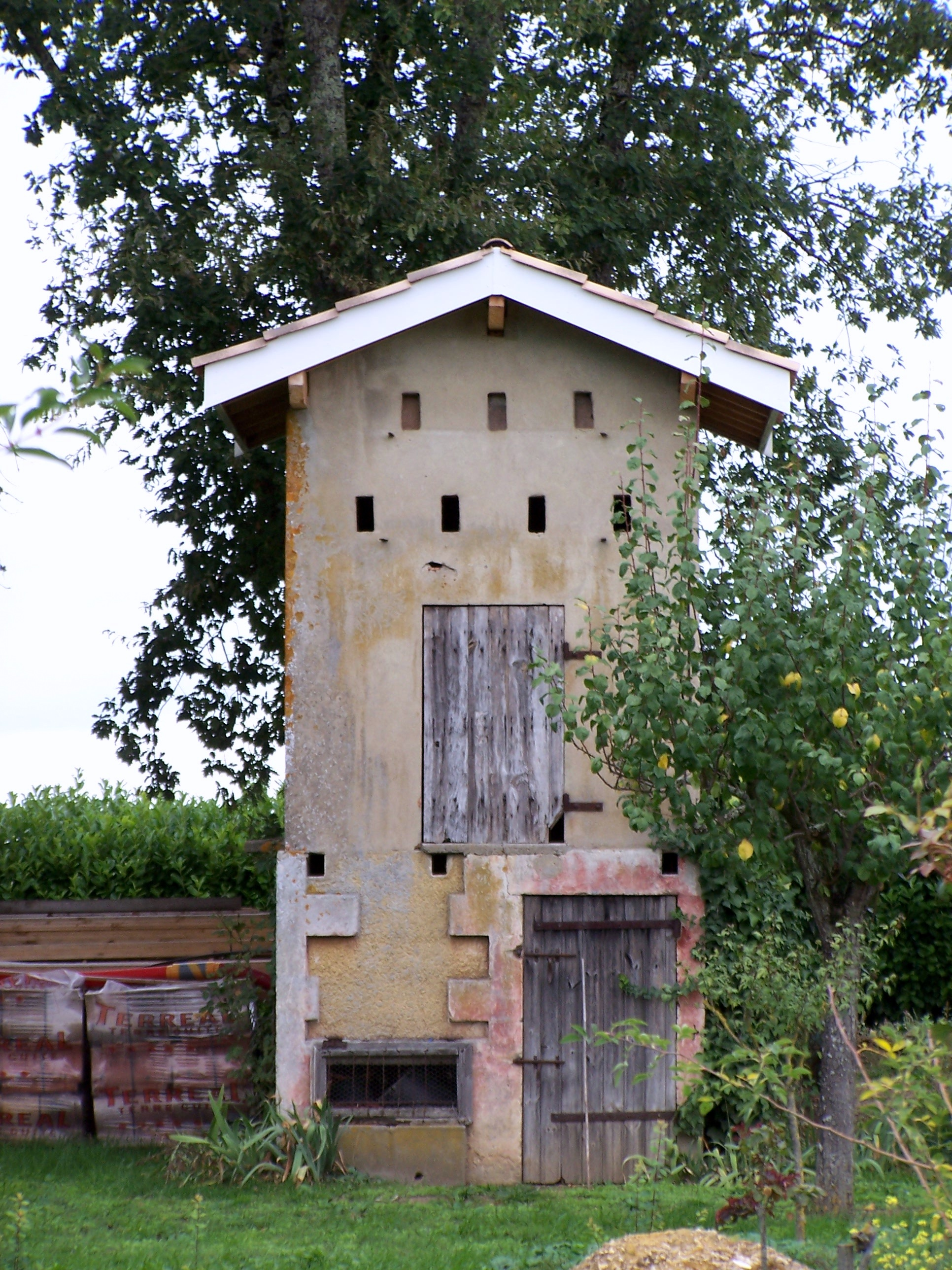
Taubenhaus
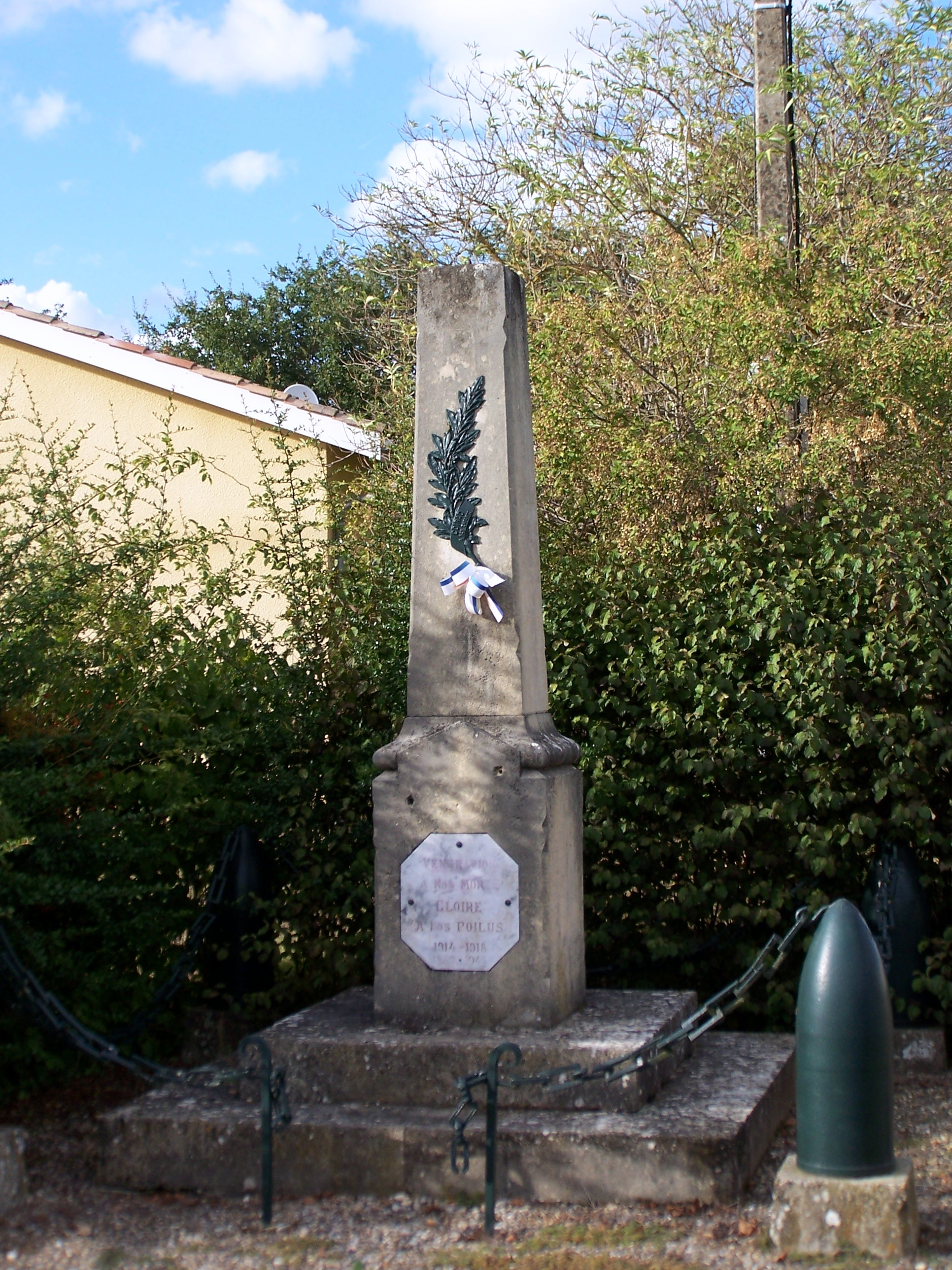
Gefallenendenkmal